# Kalkunte Agrahara, Hosakote
Kalkunte Agrahara là một làng thuộc tehsil Hosakote, huyện Bangalore Rural, bang Karnataka, Ấn Độ.